# Rosa Paredes
Rosa Paredes (Caracas, Venezuela, 6 de febrero de 1948) es una socióloga venezolana. Ha sido una de los fundadores del Grupo Social CESAP, donde fundó los Círculos Femeninos Populares, y ha trabajado en los ministerios de la Mujer y de la Familia de Venezuela. También ha trabajado en instituciones internacionales, incluyendo Fondo de Desarrollo de las Naciones Unidas para la Mujer (UNIFEM) y como consultora del Programa de las Naciones Unidas para el Desarrollo (PNUD) para Venezuela. Ha sido integrante del Observatorio Venezolano de los Derechos Humanos de las Mujeres y de Voces Vitales de Venezuela.

## Biografía
Hija de padres andinos, nació y creció en Catia, Caracas. A pesar de crecer en una familia tradicional, su madre no la enseñó a cocinar, encargándose de la labor para que sus hijas pudieran estudiar. Se formó como psicoanalista y obtuvo un doctorado en estudios del desarrollo y un postdoctorado en ciencias Sociales.
Integró el Frente Gremial Estudiantil en el liceo Fermín Toro, momento desde el cual comenzó a interesarse en programas dirigidos a las mujeres. Paredes es una de los fundadores del Grupo Social CESAP, desempeñándose como coordinadora general, donde fundó los Círculos Femeninos Populares junto a Juanita Delgado, Delfina Ortiz y otras mujeres enfocadas a la defensa de los derechos de la mujer. También ha sido coordinadora de la maestría de Estudios de la Mujer, la cual pertenece a la Comisión de Estudios de Postgrado de Faces de la Universidad Central de Venezuela (UCV).
Paredes considera que su formación feminista empezó al participar en la creación en el país de la Red de Educación Popular entre Mujeres de América Latina y el Caribe (REPEM), dado que la actividad la puso en contacto con otras mujeres de la región y le permitió acercarse a otras experiencias.
Trabajó en el Ministerio de la Mujer durante la gestión de Mercedes Pulido, quien también su tutora de tesis de grado en la Universidad Católica Andrés Bello. Procedió a trabajar con la ministra de la juventud Milena Sardi y posteriormente con la ministra  Virginia Oliva, en el Ministerio de la Familia, en la coordinación de la dirección de políticas dirigidas a las mujeres, donde se involucró en el problema del maltrato.
Durante los acuerdos de paz en Guatemala y El Salvador, también trabajó en el Fondo de Desarrollo de las Naciones Unidas para la Mujer (UNIFEM, actualmente ONU Mujeres). Fue consultora del Programa de las Naciones Unidas para el Desarrollo (PNUD) para Venezuela y ha escrito varios ensayos para revistas académicas, incluyendo Revista Venezolana de Estudios de la Mujer de la UCV.
Ha sido integrante del Observatorio Venezolano de los Derechos Humanos de las Mujeres y de Voces Vitales de Venezuela, organización enfocada en los derechos humanos de las mujeres.